# 하이면
하이면(下二面)은 대한민국 경상남도 고성군에 있는 면이다.

## 개요
동쪽은 백암산 등 경계로 하일면이, 서쪽은 호두산 등의 내외의 산지를 경계로 사천시가, 남쪽으로는 한려수도가, 북쪽은 사천시 사남면과 접한다.

## 연혁
하이면은 소가야 때에는 보령향의 일부에 속하였으며 1018년 고려 현종 9년에 고성현으로 개칭될 때 이운면이 되었다. 1895년 조선 고종 32년에 하이운면으로 개칭되어 12개 동리를 관할하였다. 1914년 3월 1일 고성군의 면을 병합할 때 하일면의 입암리 일부와 사천군의 수남면의 궁지동 일부를 병합하여 하이면으로 개칭하고 8개리로 개편하였으며, 1984년 8월 22일 덕호리, 덕명리, 월흥리, 사곡리, 석지리, 와룡리, 봉현리, 봉원리 등 8개 법정리, 19개 행정리, 35개 반으로 오늘에 이르고 있다.

## 법정리
- 덕호리
- 덕명리
- 월흥리
- 사곡리
- 석지리
- 와룡리
- 봉현리
- 봉원리

## 교육
- 하이초등학교
  - 하이초등학교 봉현분교 (폐교) : 하이면 봉현2길 52 (봉현리)
- 월흥초등학교 (폐교) : 하이면 공룡로 204-14 (월흥리)

## 관광
인근에 상족암과 화석이 발견되었으며, 고성공룡박물관이 있다.
- 상족암군립공원
- 고성 덕명리의 공룡 및 새발자국 화석 산출지
- 고성공룡박물관